# Kreuzungszahl (Knotentheorie)
Die Kreuzungszahl oder Überkreuzungszahl eines Knotens oder einer Verschlingung ist eine elementare Invariante aus dem mathematischen Gebiet der Knotentheorie.

Tabelle aller Primknoten mit Kreuzungszahl. (Zu chiralen Knoten ist das Spiegelbild jeweils weggelassen.)

Die Kreuzungszahl {\displaystyle cr(K)} eines Knotens (oder einer Verschlingung) {\displaystyle K} ist definiert als die minimale Anzahl von Überkreuzungen in einem den Knoten (oder die Verschlingung) {\displaystyle K} darstellenden Knotendiagramm.
In Knotentabellen werden Knoten üblicherweise nach ihrer Kreuzungszahl angeordnet und jeder Knoten wird durch zwei Zahlen {\displaystyle p_{q}} bezeichnet, wobei {\displaystyle p} die Kreuzungszahl des Knotens ist und {\displaystyle q} die Knoten mit derselben Kreuzungszahl durchnummeriert. Zum Beispiel ist die Kleeblattschlinge {\displaystyle 3_{1}} der einzige Knoten mit Kreuzungszahl 3 und der Achterknoten {\displaystyle 4_{1}} der einzige Knoten mit Kreuzungszahl 4. Es gibt 1.701.936 Primknoten mit Kreuzungszahl {\displaystyle cr(K)\leq 16}.
Im Allgemeinen ist die Kreuzungszahl eines Knotens schwierig zu berechnen. Wenn man aber für einen Knoten {\displaystyle K} ein reduziertes alternierendes Diagramm findet, dann berechnet dessen Kreuzungszahl die Kreuzungszahl {\displaystyle cr(K)}.
Explizit bekannt sind die Kreuzungszahlen folgender Knotenklassen:
- Die Kreuzungszahl des {\displaystyle (p,q)}-Torusknotens mit {\displaystyle p,q>0} ist {\displaystyle \min((p-1)q,(q-1)p).}
- Die Kreuzungszahl des Twist-Knotens {\displaystyle T_{n}} ist {\displaystyle n+2}.
- Die Kreuzungszahl des 2-Brücken-Knotens mit Twist-Parametern {\displaystyle a_{1},\ldots ,a_{n}} ist {\displaystyle a_{1}+\ldots +a_{n}}.[2]

Es ist eine offene Vermutung, dass die Kreuzungszahl additiv unter der zusammenhängenden Summe von Knoten ist. Bewiesen ist die Ungleichung {\displaystyle {\frac {1}{152}}(cr(K_{1})+cr(K_{2}))\leq cr(K_{1}\sharp K_{2})\leq cr(K_{1})+cr(K_{2})}.